# Automeris meridiana
Automeris meridiana är en fjärilsart som beskrevs av William Schaus 1906. Automeris meridiana ingår i släktet Automeris och familjen påfågelsspinnare. Inga underarter finns listade i Catalogue of Life.